# Cyrtopogon kushka
Cyrtopogon kushka là một loài ruồi trong họ Asilidae. Cyrtopogon kushka được Lehr miêu tả năm 1998. Loài này phân bố ở vùng Cổ Bắc giới.